# Camagna Monferrato
Camagna Monferrato (piemontesisch Camagna) ist eine Gemeinde in der italienischen Provinz Alessandria (AL), Region Piemont.

## Lage und Einwohner
Die Gemeinde Camagna Monferrato liegt rund 25 km nordwestlich von der Provinzhauptstadt Alessandria auf einem Hügel in der Weinregion Monferrato und umfasst eine Fläche von 9,39 km². Sie hat 465 (Stand 31. Dezember 2023) Einwohner zu denen auch die der Fraktionen Stramba und Regione Bonina zählen.
Die Nachbargemeinden sind Casale Monferrato, Conzano, Lu e Cuccaro Monferrato, Frassinello Monferrato, Rosignano Monferrato und Vignale Monferrato.

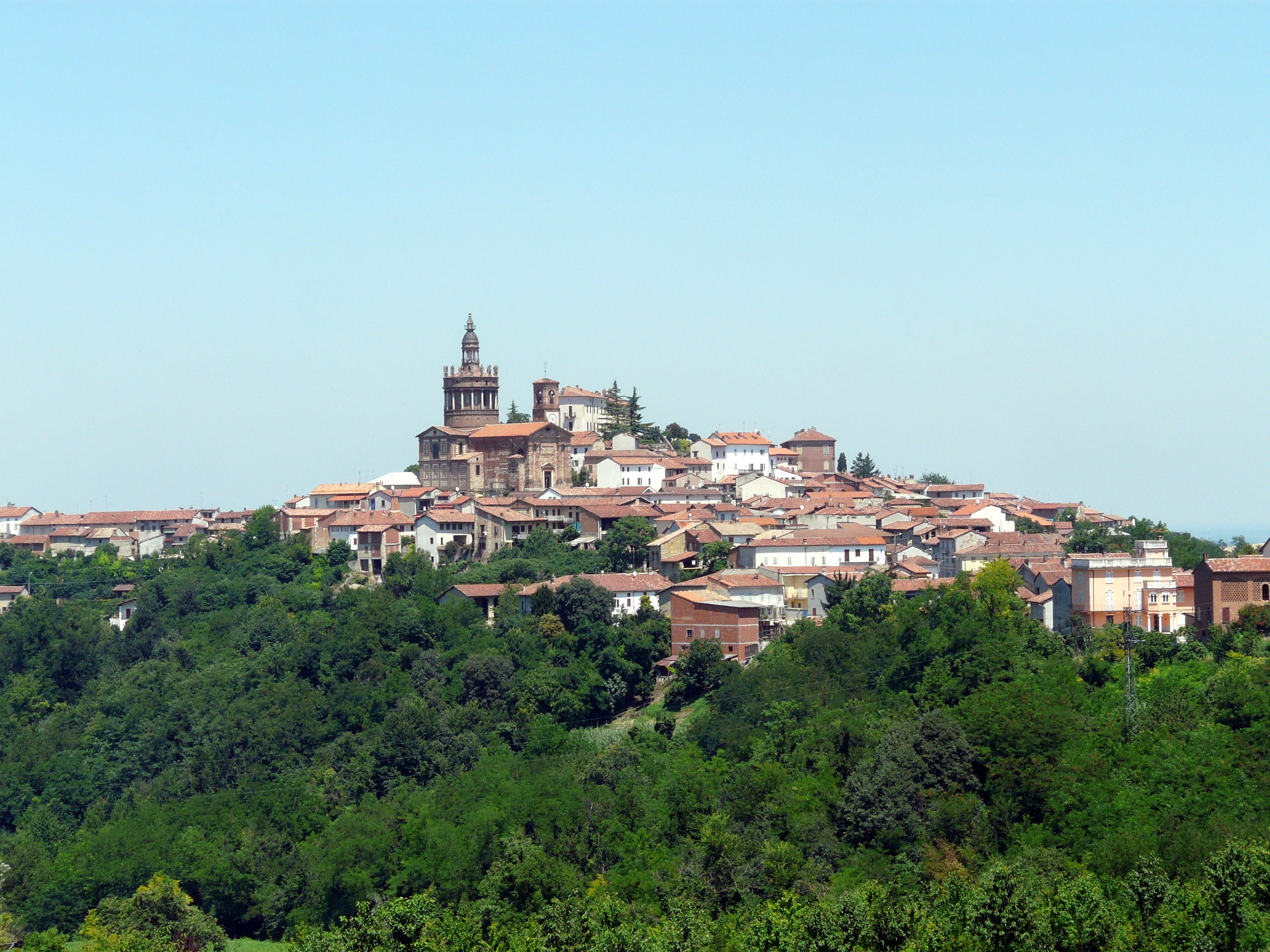
Panorama

## Geschichte

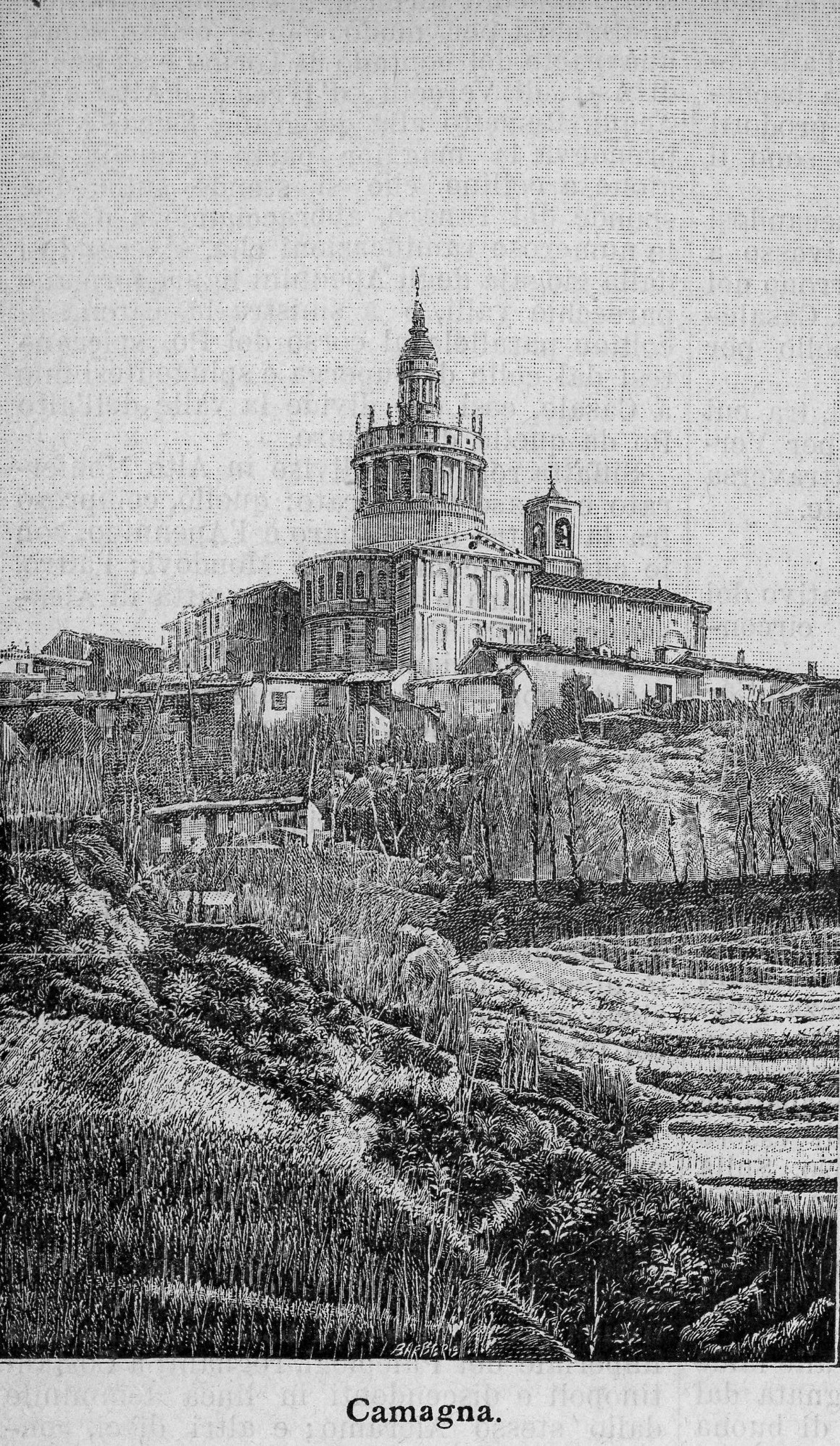
1892

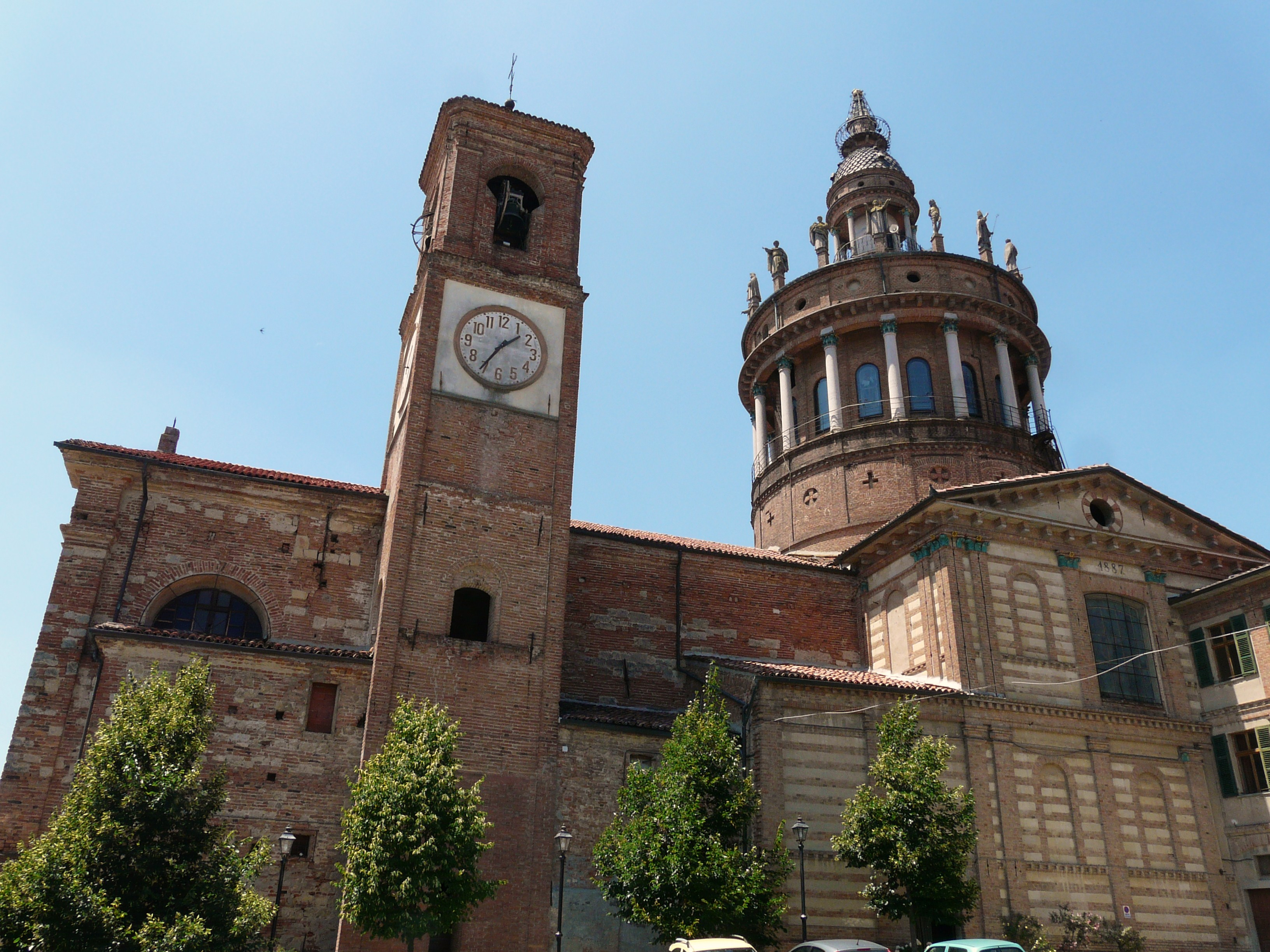
Glockenturm und Außenkuppel der Kirche Sant’Eusebio

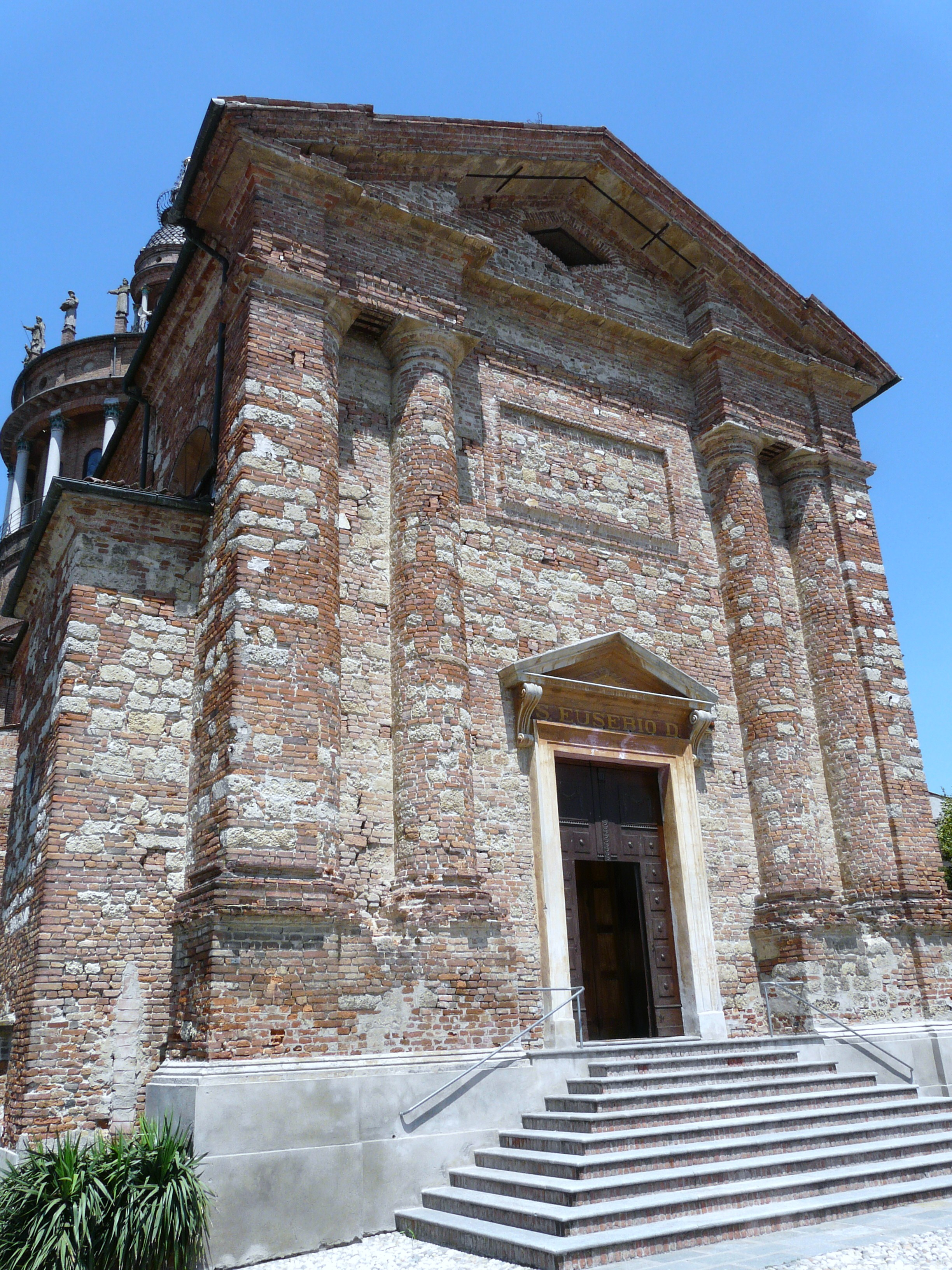
Kirche Sant’Eusebio

Seine Ursprünge reichen bis ins Mittelalter zurück. Sein Name ist auch seit dem Mittelalter bezeugt und lässt sich nach auf „Camania“ und die Variante „Camanea“ zurückführen. Auch die Möglichkeit, dass diese Rekonstruktionen falsch sind, ist der Ortsname seit 1247 als „Camagna“ bezeugt und leitet sich von CASA MAGNA, „großes Haus“, ab, möglicherweise in Anspielung auf ein antikes Bauwerk, das größer als die anderen umliegenden Gebäude war.
Es war Eigentum der Kanoniker von Saint-Martin de Tours, denen es von Karl dem Großen geschenkt wurde. Im Jahr 887 bestätigte ihnen Karl der Dicke die Schenkung und im Jahr 1164 verlieh Federico Barbarossa sie den Markgrafen von Monferrato, den  Aleramici. Zur Befestigung ließen sie dort eine Burg erbauen und übergaben sie später als Lehen an die Familie Sannazzaro. Trotz der guten Befestigung wurde die Gemeinde 1431 zunächst von den Truppen der Visconti von Mailand unter der Führung von Francesco Sforza, dann um 1650 von den Spaniern und schließlich in den Jahren 1692–93 von der österreichischen Armee besetzt, geplündert und verwüstet unter der Leitung von Eugen von Savoyen.
Später gehörte es den Grafen von Valperga, den Familien Bobbia und Grisella.

## Sehenswürdigkeiten
- Die im 19. Jahrhundert vom Architekten Antonelli erbaute Kirche Sant’Eusebio, deren Kuppel an die Mole Antonelliana in Turin erinnert und in deren Inneren Fresken des Malers Paolo Gaidano (* 1861 - † 1916) erhalten sind.
- Die Kirche der Beata Vergine aus dem Jahr 1700, in der man ein Gemälde von Moncalvo, einen Marmoraltar und Fresken lokaler Maler zu sehen sind.

## Gemeindepartnerschaft
- Novopokrovskaya, seit 2019

## Kulinarische Spezialitäten
Bei Camagna Monferrato werden Reben der Sorte Barbera für den Barbera d’Asti, einen Rotwein mit DOCG Status angebaut. In der Gemeinde hat es bis zu 100 Infernots, die unter den Häusern versteckt sind. Diese besonderen unterirdischen Kammern, die von Hand in den Stein gegraben wurden, dienten als Keller zur Lagerung von Wein und anderen ansonsten verderblichen Lebensmitteln. Einige von ihnen sind für die Öffentlichkeit zugänglich